# Wyndham (ort i Australien, Western Australia)
Wyndham är en ort i Australien. Den ligger i kommunen Wyndham-East Kimberley och delstaten Western Australia, omkring 2 200 kilometer nordost om delstatshuvudstaden Perth. Antalet invånare är 774.
Trakten runt Wyndham är nära nog obefolkad, med mindre än två invånare per kvadratkilometer.. 
Omgivningarna runt Wyndham är i huvudsak ett öppet busklandskap. Genomsnittlig årsnederbörd är 1 095 millimeter. Den regnigaste månaden är februari, med i genomsnitt 300 mm nederbörd, och den torraste är augusti, med 1 mm nederbörd.
I julsången Tänd ett ljus refereras till ett julkort postat i Wyndham.